# Zona Econômica do Sul da Rússia
A Zona Econômica do Sul da Rússia (Южно-Российская экономическая зона, Yuzhno-Rossiyskaya ekonomicheskaya zona), é uma das dez Zonas e Macrozonas Econômicas da Rússia instituídas pelo Governo Federal para fins de planejamento econômico e do desenvolvimento regional.

## Composição
1. Região Econômica Central da Terra Negra
2. Região Econômica do Norte do Cáucaso